# Torneo de Valencia 2007
El Torneo de Valencia 2007 fue la edición número decimotercera del Torneo de Valencia. Se celebró desde el 9 de abril hasta el 15 de abril, de 2007.

## Campeones

### Individual
Nicolás Almagro vence a  Potito Starace, 4-6, 6-2, 6-1

### Dobles
Wesley Moodie /  Todd Perry vencen a  Yves Allegro /  Sebastián Prieto, 7-5, 7-5